# Tyler Lockett
Tyler Deron Lockett (Tulsa, Oklahoma, 28 de septiembre de 1992) más conocido como Tyler Lockett, apodado No E, es un jugador profesional estadounidense de fútbol americano que se desempeña en la posición de wide receiver en Seattle Seahawks, equipo de la National Football League (NFL).

## Carrera
Fue seleccionado en la tercera ronda en la Reunión Anual de Selección de Jugadores de la NFL de 2015. Hizo su debut profesional con el equipo Seattle Seahawks, donde lleva jugando nueve temporadas.